# クリスティアン・ラムスエーブナー
クリスティアン・ラムスエーブナー（Christian Ramsebner、1989年3月26日 - ）は、オーストリア・オーバーエスターライヒ州キルヒドルフ・アン・デア・クレムス出身のサッカー選手。元U21オーストリア代表。SKNザンクト・ペルテン所属。ポジションはディフェンダー。

## 経歴

### クラブ
9歳で地元Unionペッテンバッハでサッカーを始め、2003-04シーズン以降全育成年代をオーストリア・ブンデスリーガに属するFKアウストリア・ウィーンのアカデミーで過ごす。
2006-07シーズンにオーストリア・ブンデスリーガ2部に属するFKアウストリア・ウィーンのセカンドチームに昇格し、2006年8月、SCシュヴァーネンシュタット戦において先発メンバーとしてオーストリア・ブンデスリーガ2部デビューを飾る。プロデビュー時は17歳4ヶ月の若さであった。
2007年5月、TSVハルトベルク戦においてオーストリア・ブンデスリーガ2部初得点を記録する。プロ初シーズンとなった2006-07シーズンでは計28試合に出場する。
2007-08シーズン、オーストリア・ブンデスリーガ2部で30試合に出場し1得点を記録する。
2008-09シーズン、オーストリア・ブンデスリーガ2部で31試合に出場する。
2009-10シーズン、当時オーストリア・ブンデスリーガ1部に属したSCウィーナー・ノイシュタットに移籍する。2009年7月、SVリート戦においてオーストリア・ブンデスリーガ1部デビューを果たす。
2010年5月、SKアウストリア・ケルンテン戦において、オーストリア・ブンデスリーガ初得点を記録する。同シーズン、合計30試合に出場する。
2010-11シーズン、オーストリア・ブンデスリーガで27試合に出場する。
2012-13シーズン、オーストリア・ブンデスリーガで19試合に出場し、2得点を記録する。
2013-14シーズン、同リーグに属する古巣のFKアウストリア・ウィーンに復帰。2015年6月までの契約を結ぶ。
2013年10月1日、UEFAチャンピオンズリーグ 2013-14のグループリーグのFCゼニト・サンクトペテルブルク戦において先発出場。24歳で欧州カップ戦でのデビューを果たす。
契約満了後の2015-16シーズン、当時オーストリア・ブンデスリーガ2部に属したLASKリンツに移籍し、主力選手として定着。初シーズンでは28試合に出場する。
2016-17シーズン、オーストリア・ブンデスリーガ2部で30試合に出場。リーグ優勝とオーストリア・ブンデスリーガ1部昇格に主力選手として貢献する。
3年ぶりにオーストリア・ブンデスリーガ1部でプレーすることになった2017-18シーズンでは33試合に出場し、1得点を記録する。
2018-19シーズン、オーストリア・ブンデスリーガで26試合に出場し、チームは準優勝する。
同クラブ在籍中にはUEFAヨーロッパリーグでも計8試合に出場し、マンチェスター・ユナイテッドFC戦やベシクタシュJKではセンターバックとしてフル出場した。
LASKリンツでは守備の要として157試合に出場。6得点と5アシストも決めている。
2021-22シーズン、オーストリア・ブンデスリーガ2部のSKNザンクト・ペルテンに2023年6月までの契約で移籍する。

### オーストリア代表
2006年からU-19オーストリア代表に選ばれ、2007年のUEFA U-19欧州選手権に参加し、グループステージの全3試合で先発出場している。
2008年、U-20オーストリア代表として5試合に出場している。
2009年2月、U-21オーストリア代表としてイタリア代表戦でデビューし、2010年9月までに12試合に出場する。

## タイトル
LASKリンツ
- オーストリア・ブンデスリーガ2部 優勝 & 1部昇格:1回（2017）